# 1943 en France
Chronologie de la France
- 1939
- 1940
- 1941
- 1942
- 1943
- 1944
- 1945
- 1946
- 1947

Cet article présente les faits marquants de l'année 1943 en France.

## Événements

### Janvier

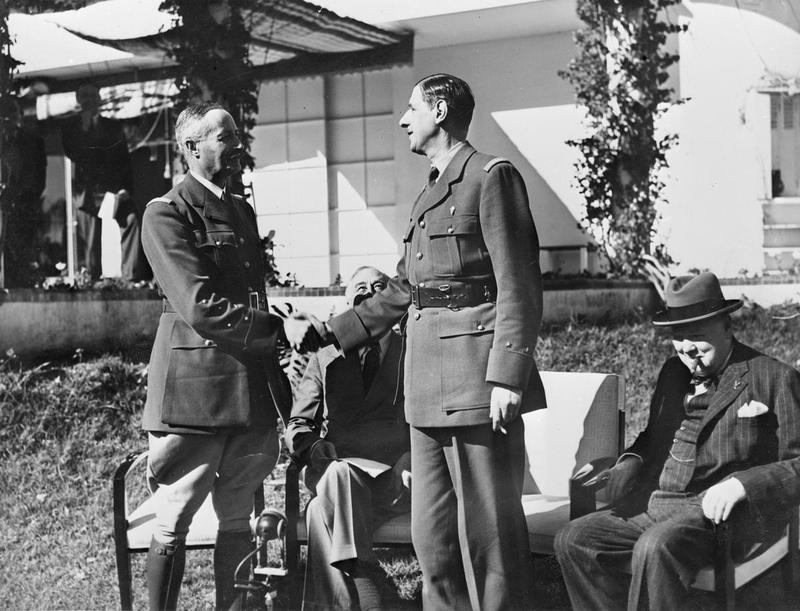
Le général Giraud, le président Roosevelt, le général de Gaulle et le Premier ministre Churchill à Casablanca.

- 14 janvier : ouverture de la Conférence de Casablanca réunissant Churchill et Roosevelt, qui décide que les Alliés débarqueront en Italie en 1943 et en 1944 en France[1].
- 15 janvier : déclaration de Fernand Grenier sur Radio Londres ; il apporte à la France libre du général de Gaulle l'adhésion du Comité central du Parti communiste français[2].

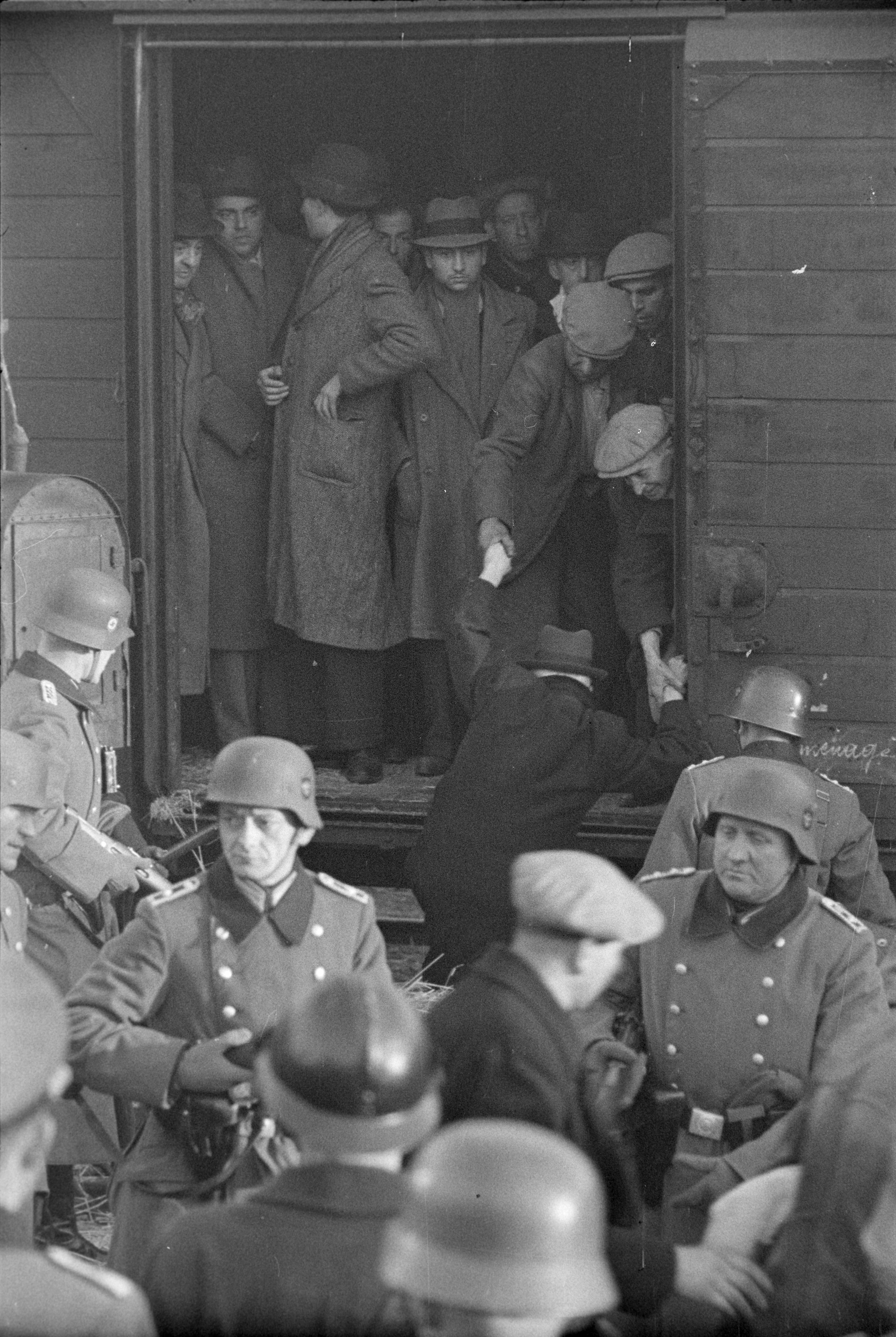
Déportation de Juifs à Marseille, 24 février.

- 22-24 janvier : rafle de Marseille : sur ordre des Allemands, la police commence à faire évacuer le quartier du Vieux-Port de Marseille qui sera en grande partie détruit[3].
- 24 janvier :
  - le convoi dit « des 31 000 » part de Compiègne pour Auschwitz avec 230 femmes résistantes[4]. Parmi elles le docteur Adélaïde Hautval, arrêtée en avril 1942 pour avoir franchi clandestinement la ligne de démarcation est déportée à Auschwitz comme « amie des Juifs » pour avoir défendu une famille juive[5].
  - sous la pression britannique, le Comité d’Alger accorde au général Catroux, haut-commissaire de la France libre au Levant, les pleins pouvoir en vue de rétablir la vie constitutionnelle. Il annonce le rétablissement de l’ordre républicain et des élections libres en Syrie (24 janvier) et au Liban (18 mars)[6].
- 26 janvier : les mouvements de résistance de la zone Sud (Combat, Libération et Franc-Tireur) s’unissent dans les Mouvements unis de la Résistance (MUR)[7].
- 30 janvier : création de la Milice, dirigée par le secrétaire général Joseph Darnand, qui s’engage dans la collaboration et la lutte contre le marché noir et la Résistance[8].

### Février
- 1er février : les Allemands détruisent le quartier du Vieux-Port de Marseille[9].
- 2 février : reddition de la VIe armée allemande à la bataille de Stalingrad[10]. Cette défaite est la première grande défaite des Allemands en Europe continentale.
- 5 février : libération par Giraud des 27 députés communistes internés en Algérie depuis mars 1941[11].
- 8 février : Jean-Marie Arthus (15 ans en 1940), Jacques Baudry (18 ans), Pierre Benoît (15 ans), Pierre Grelot (17 ans) et Lucien Legros (16 ans) sont fusillés par la gendarmerie française. On les appellera les cinq martyrs du lycée Buffon[12].
- 9 février : rafle de la rue Sainte-Catherine à Lyon[13].

Tract FN contre le STO (2 février 1943).

- 16 février : instauration du STO, Service du travail obligatoire ; les hommes nés en 1920, 1921 et 1922 iront travailler en Allemagne[14].
- 20 février : attentat de la maison Carro à Nîmes[15].

### Mars
- 1er mars :
  - la ligne de démarcation est supprimée pour les « citoyens à part entière »[16].
  - rafle des Villeurbannais. 136 hommes sont déportés à Mauthausen[17].
- 4 mars : convoi no 50 du camp de Drancy vers Majdanek[18].
- 8 mars : bombardements aériens alliés sur Rennes (262 morts et 172 blessé)[19].
- 10 mars : Marcel Déat échappe à un attentat commis par un commando FTP dans sa villa de la Nièvre[16].
- 17 mars : Missak Manouchian, qui a intégré les FTP-MOI parisiens en février, participe à sa première action armée contre vingt feldgendarmes à Levallois-Perret[20].
- 18 mars : 
  - ordonnance du général Giraud qui abolit la législation de Vichy postérieure au 22 juillet 1940 en Algérie à l'exception du décret Crémieux dont l'abrogation est confirmée par une ordonnance le 18 mars[21].
  - après un soulèvement populaire contre Vichy, la Guyane française rejoint le général Giraud[22].
- 21 mars : retour de Jean Moulin en France[22].
- 26 mars :
  - remaniement du gouvernement Laval ; Maurice Gabolde à la Justice, Henri Bléhaut à la Marine[22].
  - Pierre Brossolette crée un Comité de coordination des mouvements de résistance de zone Nord[23].
- 28 mars : bombardements aériens alliés sur Rouen (120 morts et 250 blessé)[19].
- 31 mars : le manifeste du peuple algérien de Ferhat Abbas qui réclame une constitution et un gouvernement algériens est remis aux autorités françaises mais n'obtient pas de réponse[22].

### Avril

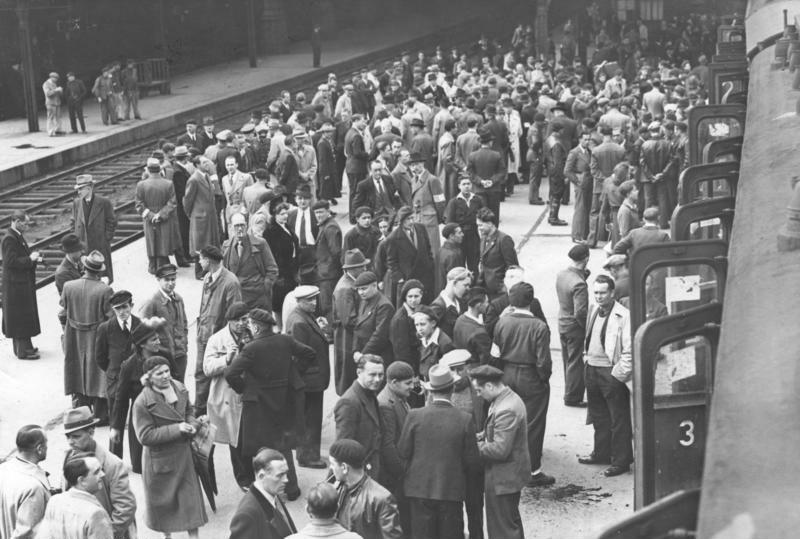
Travailleurs français envoyés en Allemagne dans le cadre du STO.

- 3 avril : entrevue Himmler-Bousquet à Paris[24].
- 4 avril : l’aviation américaine bombarde les usines Renault de Boulogne-Billancourt[25].
- 5 avril :
  - annonce du transfert en Allemagne de Blum, Daladier, Mandel et Reynaud, livrés par Vichy[16].
  - première victoire homologuée sur le front russe pour les Français libres du Groupe de chasse Normandie-Niémen. Les pilotes Preziosi et Durand abattent deux appareils allemand[26].

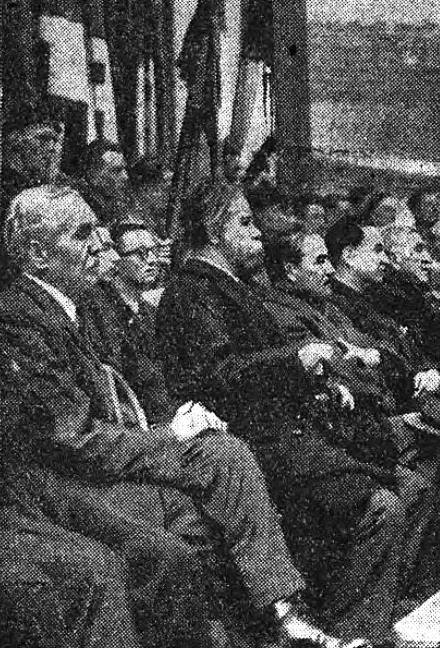
Meeting du Front révolutionnaire national au Vél'd'Hiv le 11 avril 1943 : Georges Claude, de Châteaubriant, Marcel Déat, Marcel Bucard, Paul Chack.

- 12 avril : entrée des troupes franco-américaines à Sousse en Tunisie[27].
- 17 avril : signature clandestine des accords du Perreux aboutissant à la réunification de la CGT[28].
- 24 avril : mort de Paul de Gassowski, premier milicien tué par la Résistance à Marseille[16].
- 29 avril : dernière rencontre Laval-Hitler à Berchtesgaden[29].
- La ration hebdomadaire de viande tombe à 120 grammes par personne[30].

### Mai

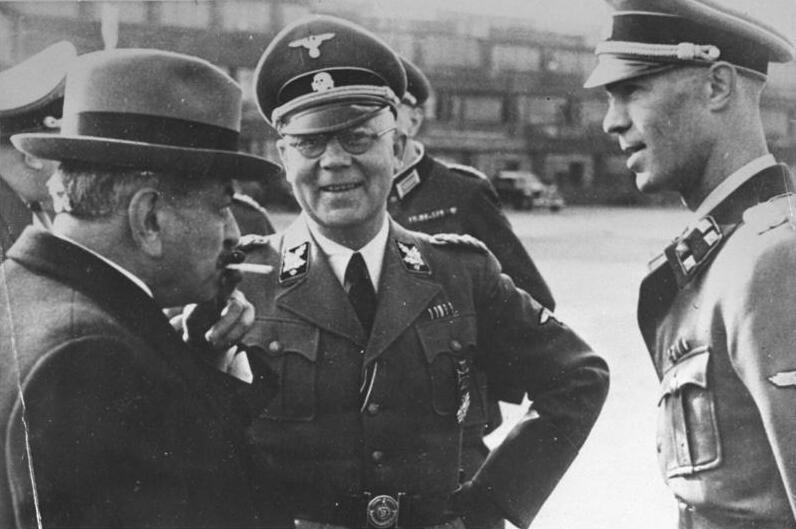
Pierre Laval, Carl Oberg et Herbert Hagen le 1er mai 1943 à Paris.

- 12 mai : entrée du général Giraud à Tunis[31].
- 17 mai :
  - bombardements aériens alliés de Bordeaux.
  - ralliement de l'escadre française d'Alexandrie à la France libre du Général de Gaulle.
- 21 mai :
  - clôture définitive du procès de Riom[32].
  - création par des résistants juifs de l'Union des juifs pour la résistance et l'entraide (UJRE)[33].
- 27 mai : première réunion, à Paris, sous la présidence de Jean Moulin, du Conseil national de la Résistance (CNR), constitué de représentants de la Résistance, des partis politiques et des syndicats[24].
- 30 mai : 
  - de Gaulle arrive à Alger et engage dès le lendemain des négociations politiques avec Giraud[27].
  - enregistrement à Londres du Chant des partisans interprété par la chanteuse Germaine Sablon[34].

### Juin
- 1er juin : le Douglas DC-3 du vol BOAC 777, partant de l'aéroport de Portela au Portugal à destination de l'aéroport de Whitchurch (en), près de Bristol, en Angleterre est attaqué par huit chasseurs-bombardiers à long rayon d'action allemands Junkers Ju 88C-6[35], au large de la côte Française dans le golfe de Gascogne, entraînant la mort des 17 personnes à bord parmi lesquels l'acteur Leslie Howard.

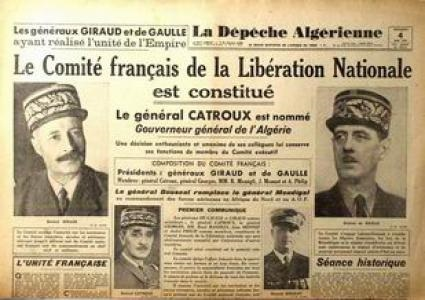
Une de La Dépêche algérienne annonçant la constitution du Comité français de libération nationale, 4 juin 1943.

- 3 juin : un Comité français de libération nationale (CFLN) est formé à Alger, sous la double présidence de Giraud et de Gaulle[24].
- 6 juin : rencontre entre de Gaulle et Churchill à Alger[36].
- 9 juin : arrestation à la station de métro La Muette à Paris du général Delestraint, chef de l’Armée secrète[37].
- 16 juin : premier parachutage d’armes et de ravitaillement clandestin sous le nom de code « Le Faisan » sur le plateau des Patis de Cuis[38].
- 20 juin : bombardements aériens alliés du Creusot[39] (250 victimes).
- 21 juin : plusieurs résistants réunis clandestinement à Caluire, près de Lyon, pour réorganiser l’Armée secrète sont arrêtés par la Gestapo (Jean Moulin, Raymond Aubrac…). René Hardy s'échappe[40].
- 29 juin : mutinerie du commandant Henri Tourtet et de la garnison de Balata, en Martinique[41].

### Juillet
- 6 juillet : le convoi dit des « 45 000 »  part de Compiègne pour Auschwitz avec environ 1 170 résistants de la première heure[4].
- 8 juillet : date probable de la mort de Jean Moulin[42]. Torturé lors de ses interrogatoires, il meurt, des suites de la torture, dans le train lors de son transfert vers Berlin en Allemagne.
- 14 juillet :
  - bombardements aériens alliés sur la région parisienne (Villacoublay, Le Bourget, Drancy et le Petit-Clamart)[43].
  - Henri Hoppenot débarque en Martinique qui rallie le gouvernement de la France libre d'Alger[41].
- 31 juillet : les Forces françaises libres et les forces sous les ordres d'Henri Giraud, sont fusionnées, formant l'Armée française de la Libération[42].

### Août
- 16 et 24 août : bombardements aériens alliés sur les aérodromes du Bourget et de Villacoublay[43].
- 24 août :
  - loi de Vichy sur le statut de l'artisanat, jamais appliquée[44].
  - le secrétariat du chef de l'État français fait savoir que le maréchal Pétain refuse de signer le texte de loi relatif à la dénaturalisation des Juifs à cause de son caractère collectif, qui ne permet de faire « aucune discrimination entre les individus, dont certains ont pu rendre des services à la France »[45].
- 26 août : reconnaissance officielle du gouvernement français d'Alger (CFLN) par le Royaume-Uni, les États-Unis ; 37 pays dont le Canada, la Chine, l'URSS et les états d'Amérique latine reconnaissent le CFLN avant la fin de l'année[46].
- 30 août : Georges Bidault succède à Jean Moulin à la tête du Conseil national de la Résistance[47].

### Septembre
- 3 septembre : bombardements aériens alliés sur la région parisienne (Boulogne-Billancourt, Issy-les-Moulineaux, les sixième, quinzième et seizième arrondissements de Paris, Vincennes)[43].
- 7 septembre : massacre du bois du Thouraud. Sept jeunes maquisards creusois sont tués, six autres sont déportés[48].
- 8 septembre :
  - déclenchement de l’insurrection en Corse, conduisant le 4 octobre à la libération de l’île après un mois de combat[49].
  - occupation par la Wehrmacht de l'ex-zone d'occupation italienne[50].

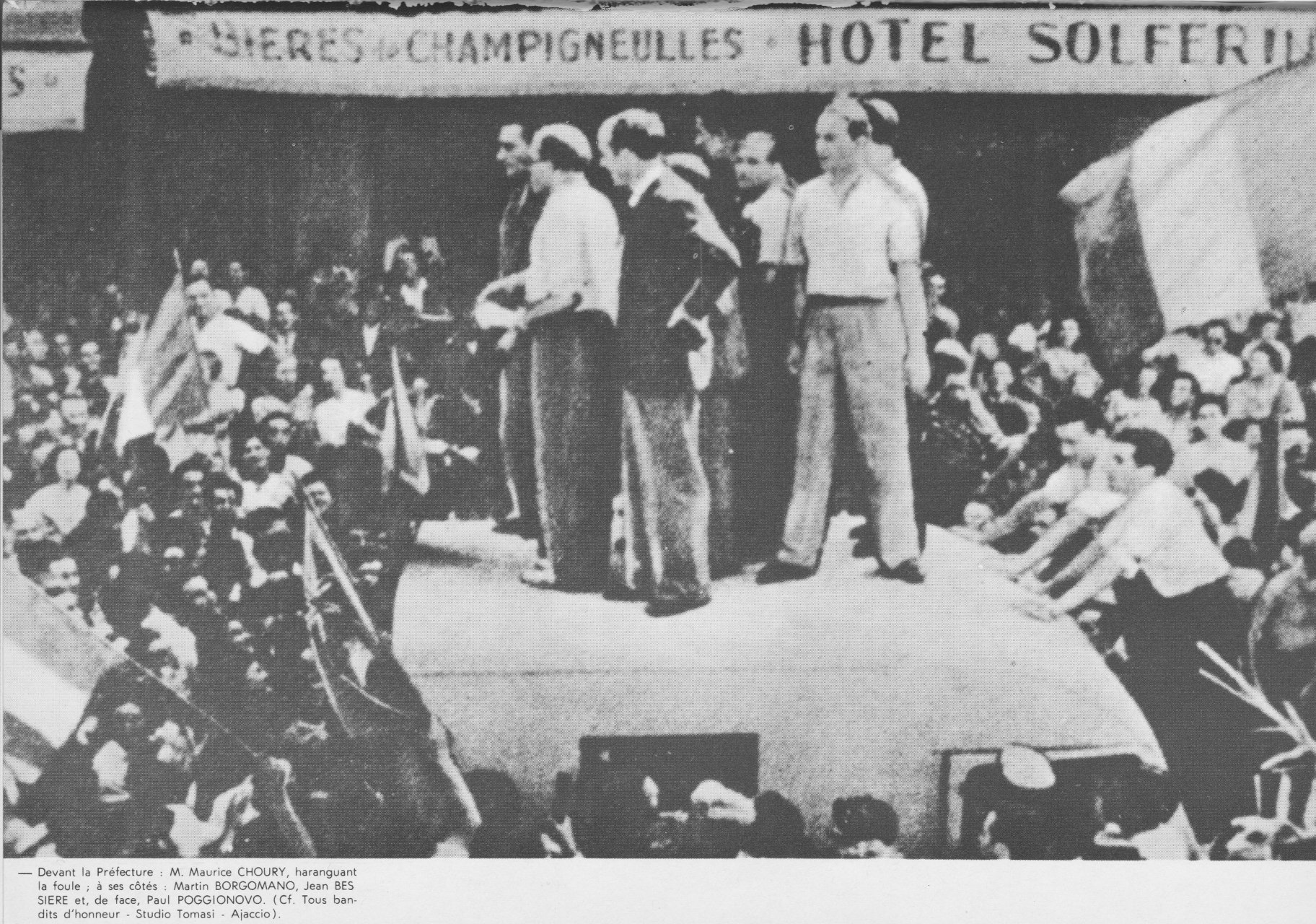
Paul Poggionovo et les dirigeants du Front National appelant à l’insurrection contre l’occupant devant la préfecture d’Ajaccio.

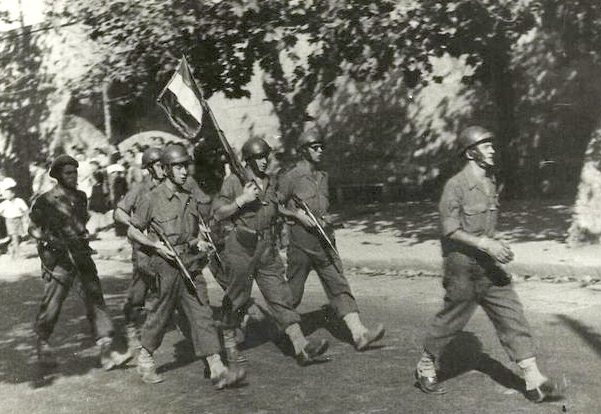
Le Premier bataillon de choc défile à Ajaccio en septembre 1943.

- 9 septembre : l’insurrection d’Ajaccio fait de cette ville et de la Corse, « le premier morceau libéré de France », pour reprendre la citation du Général De Gaulle, grâce au soulèvement de la population insulaire, de son maquis, puis de l’appui du Premier bataillon de choc (13 septembre) et des troupes coloniales (Bastia, 19 septembre)[49].
- 10 septembre : premier combat contre les Allemands du maquis Bir-Hakeim à Douch, dans le massif du Caroux[51].
- 12-13 septembre : opération Vésuve. Le 1er bataillon de choc venu d’Afrique du Nord débarque dans la baie d’Ajaccio[49].
- 15 septembre : bombardements aériens alliés sur la région parisienne (quinzième et seizième arrondissements de Paris, Boulogne-Billancourt, Issy-les-Moulineaux, Courbevoie, Asnières, Bois-Colombes, La Garenne-Colombes, Sèvres, Meudon, Ecquevilly)[52].
- 16 et 23 septembre :  bombardements aériens alliés sur Nantes[53].
- 17 septembre :
  - accords Speer-Bichelonne. La main-d’œuvre française des usines travaillant pour l’effort de guerre allemand est dispensée de travail obligatoire en Allemagne[54].
  - le CFLN crée une Assemblée consultative qui sera composée de membres de la Résistance intérieure, de la résistance extérieure et d’anciens élus de la IIIe République. Elle se réunit à Alger le 3 novembre[55].
- 28 septembre : sortie à Paris du film Le Corbeau de Henri-Georges Clouzot[56].

### Octobre
- 2 octobre : fin de la coprésidence du CFLN. De Gaulle l’emporte sur Giraud à Alger[24].
- 4 octobre : Bastia est libérée ; fin de la libération de la Corse[57].
- 18 octobre : incendie de la poudrerie nationale du Ripault[58].
- 21 octobre : libération de Raymond Aubrac et de seize autres résistants, lors d'un coup de force de la Résistance, près de la prison Montluc à Lyon[59].

### Novembre
- Marie-Rose Bouchemousse est nommée maire de Vigeois, en Corrèze, par le sous-préfet. C'est la première femme de France à acceder à cette fonction[60].

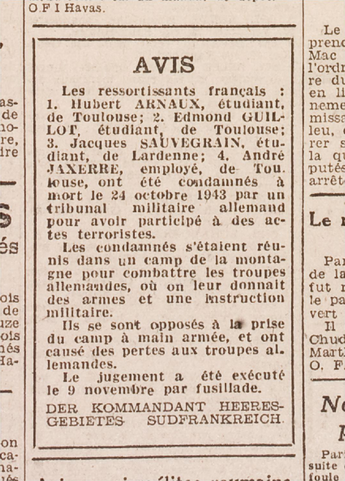
Avis de condamnation à mort d'étudiants du Lycée Fermat, publié par les autorités allemandes dans La Dépêche le 13 novembre.

- 9 novembre : les résistants du maquis Bir-Hakeim Henri Arlet, Jacques Sauvegrain Edmond Guyaux et André Vasseur sont fusillés à Toulouse[51].
- 11 novembre : les maquis de l'Ain et du Haut-Jura défilent à Oyonnax (Ain) en hommage aux combattants de 1914-1918[61].
- 12 novembre : Pétain avertit Laval de son intention de le renvoyer[24].
- 13 novembre : Pétain, qui souhaitait promulguer à la radio un acte constitutionnel confirmant la souveraineté de l'Assemblée nationale pour désigner son successeur, est interdit sur les ondes par les Allemands.  Il cesse d'exercer ses fonctions[62].
- 25 novembre : rafle de Clermont-Ferrand : arrestation puis déportation de 110 étudiants et enseignants étrangers, Juifs ou résistants de l'Université de Strasbourg réfugiée à Clermont-Ferrand[63].
- 22 novembre : arrivée à Naples du général Juin, commandant du Corps expéditionnaire français en Italie[64].
- 25-30 novembre « Saint-Barthélemy grenobloise »[65] ; après la manifestation du 11 novembre qui a donné lieu à l'arrestation par les Allemands[66] puis la déportation de 369 jeunes hommes, assassinat de 11 membres de la résistance et 8 morts en déportation.

### Décembre
- 4 décembre : entrevue Pétain-Abetz à Vichy. Otto Abetz remet à Pétain une lettre de Ribbentrop contenant un ultimatum contre la résurrection des assemblées parlementaires et defendant au gouvernement de Vichy de prendre des mesures législatives sans l'accord préalable des autorités allemandes. Pétain est invité à reprendre l'exercice de ses fonctions de Chef de l'État et à maintenir sa confiance à Laval[62].
- 14 décembre : premier engagement des troupes françaises en Italie à la cluse San Michele. Il échoue ; du 15 au 16 décembre, il conquiert le Pantano puis le massif de la Mainarde le 26 décembre[64].
- 18 décembre :
  - Pétain accepte toutes les conditions imposées par les Allemands[24].
  - les résistants Addi Bâ et Marcel Arburger, membres du maquis des Vosges, sont fusillés sur le plateau de la Vierge, à Épinal[67].
  - perte du sous-marin Protée au large de Cassis[68].
- 29 décembre : création des Forces françaises de l'intérieur (FFI)[69].
- 31 décembre : diffusion d'un faux numéro du Nouvelliste de Lyon, un journal collaborationniste par les Mouvements unis de la Résistance[70].

- À la fin de l’année, les maquis comptent 22 000 hommes organisés.

## Naissances en 1943
- 26 janvier : Bernard Tapie, homme d'affaires, ex-député et acteur français († 3 octobre 2021).
- 17 février : Gérard Rinaldi, acteur français spécialisé dans le doublage († 2 mars 2012).
- 20 février : Carlos, chanteur et acteur français († 17 janvier 2008).
- 28 avril : Jacques Dutronc, chanteur et acteur français.
- 25 mai : Jean-Claude Sachot, comédien de doublage français († 12 mars 2017).
- 15 juin : Johnny Hallyday (Jean-Philippe Smet), chanteur, compositeur et acteur français  († 5 décembre 2017)
- 24 décembre : Claude Brosset, acteur français spécialisé dans le doublage, ainsi que l'une des voix de Robert Duvall († 25 juin 2007).
- 31 décembre : Roland Blanche, acteur français († 13 septembre 1999).

## Décès en 1943
- 8 juillet : Jean Moulin, homme politique et résistant français (° 20 juin 1899).